# Fáy András-díj

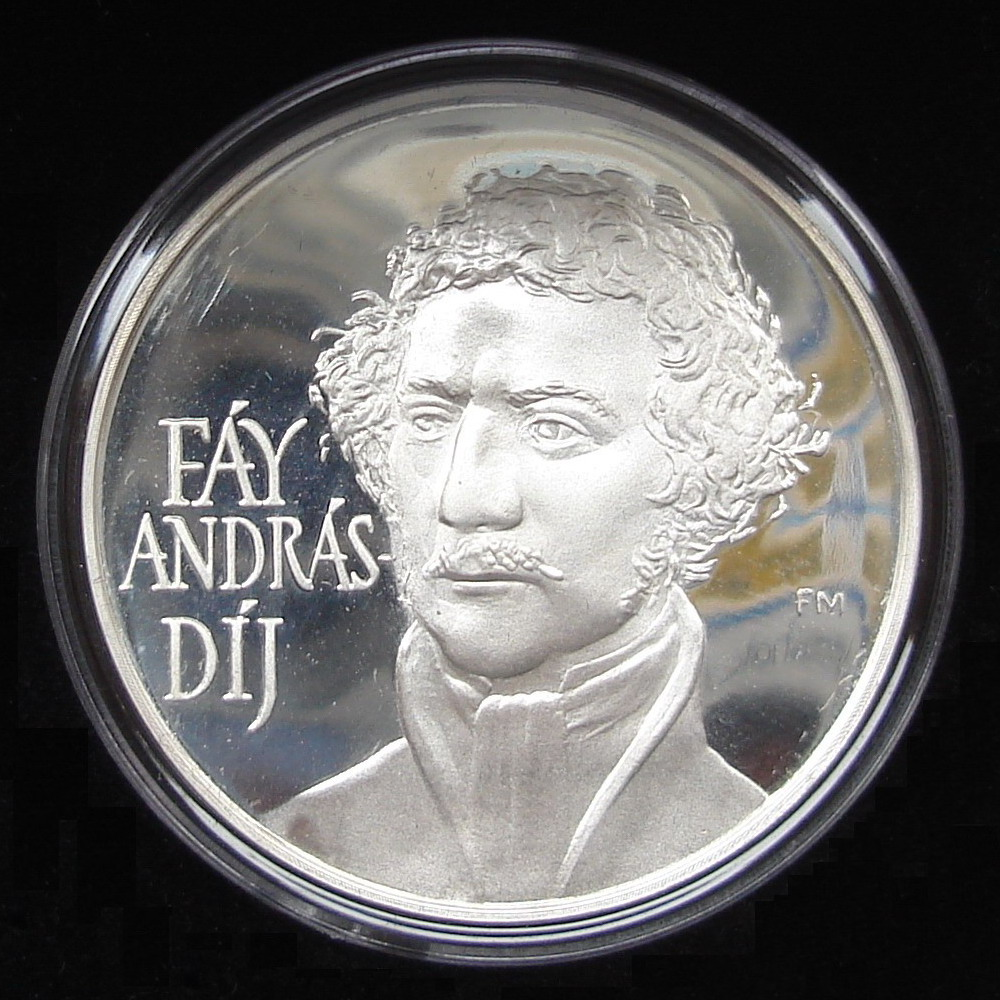
A Fáy András-díj

A Fáy András-díj 1998-ban, honvédelmi miniszteri rendelettel alapított magyar állami elismerés, amelyet Fáy Andrásról neveztek el, aki a magyar reformkor irodalmi és társadalmi mozgalmainak egyik legtevékenyebb alakja volt és akit kortársai a nemzet illetve a haza mindenesének tituláltak.

## A díj odaítélése
A Fáy András-díjat a honvédelmi miniszter a katonai gazdálkodás megvalósításában végzett közgazdasági, pénzügyi-számviteli, vagyongazdálkodási munkaterületeken nyújtott kimagasló tudományos és alkotói tevékenység elismerésére adományozza évente, november 3-án, a Magyar Tudomány Napján.
A díjazottak jogosultak a ,,Fáy András-díjas” cím használatára és az erre utaló miniatűr jelvény viselésére. (Ha a díj odaítélése és átadása közötti időben a kitüntetendő személy elhalálozik, a plakettet, az oklevelet és a díjjal járó pénzjutalmat házastársa vagy leszármazottja veheti át.)
A honvédelmi miniszter által alapítható és adományozható elismerésekről szóló mindenkori rendelet az összes díj éves kontingensét úgy határozza meg, hogy Fáy András-díjban évente gyakorlatilag 1–2 fő részesülhet.

## A díjak leírása és viselése
A díjakkal oklevél, plakett és anyagi elismerés jár. A pénzjutalom összege a Kossuth-díjjal járó pénzjutalom mindenkori összegének 20%-a.
Az érem 50 mm átmérőjű vert ezüst, rajta a névadó arcmása és neve. Alkotója: Fritz Mihály.
A miniatűr jelvényt a szolgálati, köznapi és ünnepi öltözet esetén a zubbony jobb oldalán, a zsebtakaró felett kell viselni.

## Díjazottak
- 1998 – Hollósi Nándor mk. altábornagy
- 1998 – Kiss Jenő ny. ezredes
- 1999 – Domine János dandártábornok
- 2000 – Dr. Földes Ferenc ny. ezredes
- 2001 – Berényi Oszkár dandártábornok
- 2001 – Dr. Kapusy György mérnök ezredes
- 2002 – Dr. Bencsik István ny. mk. vezérőrnagy
- 2003 – Kopasz Jenő dandártábornok
- 2003 – Dr. Német Ernő ezredes
- 2005 – Dr. Gáspár Tibor vezérőrnagy
- 2005 – Molnár Antal ezredes
- 2005 – Tamás Sándor ezredes
- 2006 – Dr. Horváth József dandártábornok
- 2006 – Sebrek Attila ezredes
- 2008 – Geller István ny. mk. altábornagy
- 2008 – Hazuga Károly vezérőrnagy
- 2008 – Tóth Zoltán Boldizsár ezredes
- 2009 – Dr. Alkéri István vezérőrnagy[2]

## Jogszabályok
- 8/1998. (IV. 17.) HM rendelet a szolgálati tevékenységgel összefüggő érdemek elismeréséről szóló 21/1992. (X. 13.) HM rendelet módosításáról (PDF) – hatályát vesztette
- 27/2002. (IV. 17.) HM rendelet a honvédelmi miniszter által alapítható és adományozható elismerésekről – hatályát vesztette
- 15/2013. (VIII. 22.) HM rendelet a honvédelmi miniszter és a Honvéd Vezérkar főnöke által alapítható és adományozható elismerésekről